# Kloster Marienfeld (Harsewinkel)
Das Kloster Marienfeld ist eine ehemalige Zisterzienserabtei und liegt im Harsewinkeler Stadtteil Marienfeld im ostwestfälischen Kreis Gütersloh.
Es wurde 1185 von Mönchen aus dem Kloster Hardehausen gegründet. Die Weihe der Abteikirche erfolgte 1222. Nach dem Reichsdeputationshauptschluss wurde das Kloster 1803 aufgelöst und ging in staatlichen Besitz über. Die Kirche ist heute im Besitz des Landes Nordrhein-Westfalen und wird gemäß einer Stiftung von 1804 als Pfarrkirche genutzt. Ein Teil der Wirtschaftsgebäude ist ebenfalls Landesbesitz und dient als Wohnungen für Pfarrer, Küster und Organist. Weitere Gebäude sind in Privatbesitz und werden als Wohnungen oder für einen Hotelbetrieb genutzt. Die ehemaligen Klausurgebäude verfielen und wurden schließlich abgerissen.
Seit Pfingsten 2004 lebten zwei Benediktiner in der Gemeinde, um das klösterliche Leben wieder aufzubauen. Einer der beiden starb im Sommer 2014, der andere verließ die Gemeinde 2021.

## Geschichte

### Gründung

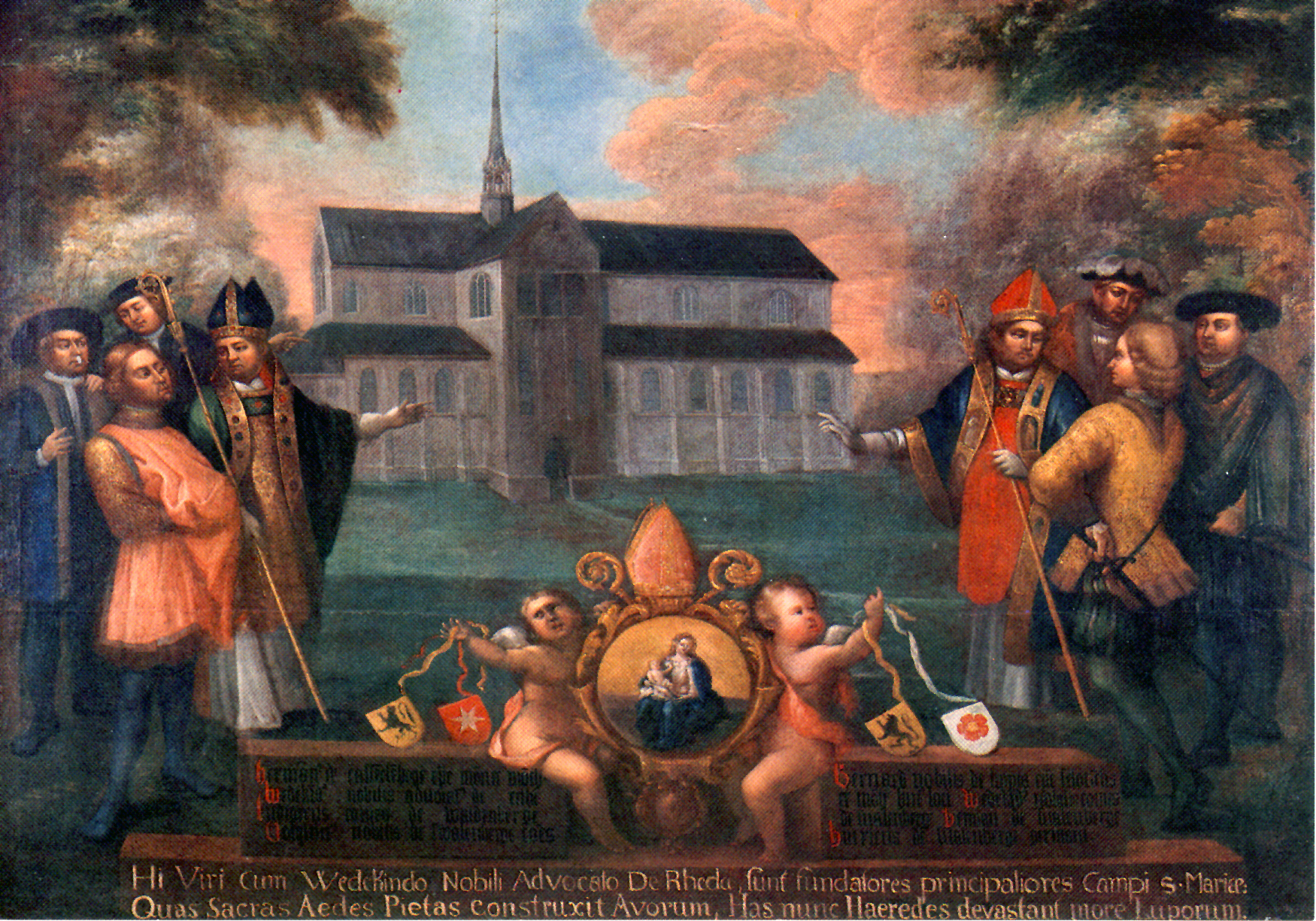
Die Abtei Marienfeld und ihre Stifter (um 1700)

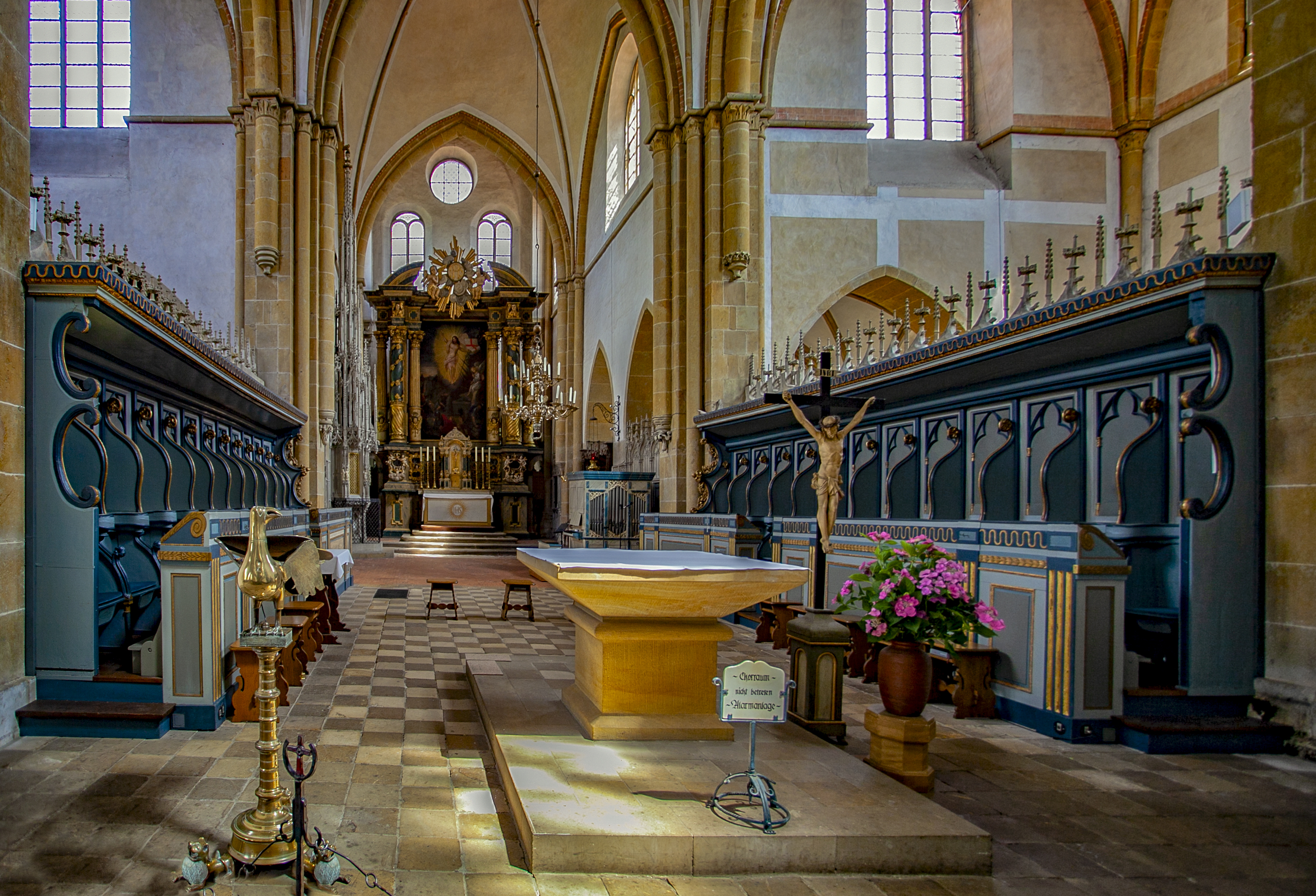
Blick in den Chor mit dem Chorgestühl der Mönche

In der Bauerschaft Hundingen stand vor der Gründung des Klosters Marienfeld die kleine Kapelle Wadenhart, von der heute noch an der Nordseite des Torgebäudes ein Stück Mauerwerk zu sehen ist. Der älteste Hinweis auf den Ort findet sich in einer Urkunde aus dem Jahre 1134, laut der Bischof Weinher von Münster (1132–1151) die Kapelle Wadenhart mit allem Zubehör dem Kloster Liesborn schenkte.
An der Gründung des Klosters waren mehrere wirtschaftlich potente Hochadelige beteiligt:
- Widukind, der Vogt von Rheda
- Widukinds Mutter Lutrud (Luttrudis)
- Bernhard II. zur Lippe
- Wittekind III. von Waldeck und Schwalenberg mit seinen Brüdern
- Hermann I. von Schwalenberg,
- Volkwin von Schwalenberg und
- Heinrich I. von Waldeck und Schwalenberg
- Ludiger von Woldenberg

Wie gut die Stifter die Ansiedelung der Mönche vorbereiteten, wird daraus deutlich, dass der Grundstein zur Klosterkirche schon 1184 gelegt wurde, im Jahr, bevor die ersten Zisterzienser eintrafen. Wie üblich waren es dann zwölf Mönche, in Erinnerung an die zwölf Jünger Christi. Sie kamen aus Hardehausen bei Warburg. Nach ihrem Eintreffen in Wadenhart gründeten sie am 1. November 1185 das Kloster unter dem Namen Campus Sanctae Mariae; das heißt übersetzt „Feld der Heiligen Maria“, jetzt Marienfeld.

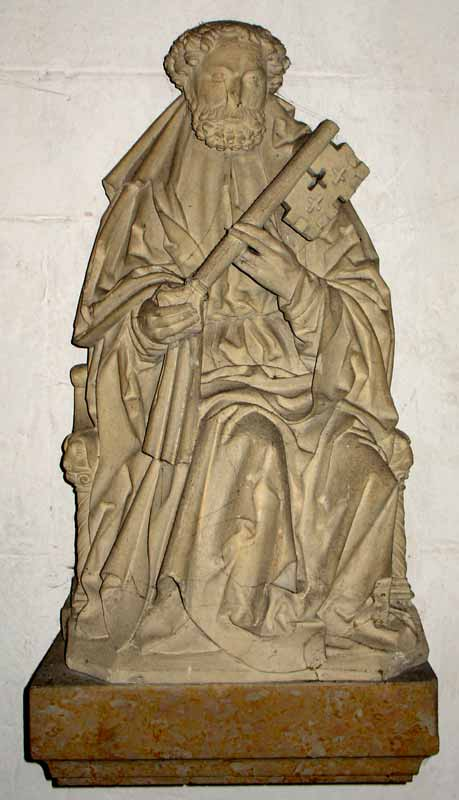
Apostel Petrus von Evert van Roden im nördlichen Seitenschiff der Abteikirche

Hermann II. von Katzenelnbogen, Fürstbischof von Münster, weihte die Klostergebäude am 2. November 1186. Er zog mit dem Kaiser in das Heilige Land und kehrte 1192 zurück. Nach einer nicht unumstrittenen Überlieferung trat Hermann in das Kloster ein, starb dort und wurde 1202 vor dem Hochaltar der noch im Bau befindlichen Abteikirche beigesetzt.
Am 4. November 1222, wurde unter dem sechsten Abt Winricus (1220–1226) die große Klosterkirche durch Dietrich III. von Isenberg, Fürstbischof von Münster, Graf von Isenberg, Dompropst zu Köln und Neffe des Kölner Erzbischofs Engelbert des Heiligen eingeweiht. Ihm assistierten der Bischof Konrad von Minden, Bischof Adolf von Tecklenburg von Osnabrück, sowie Bernhard II. zur Lippe als Bischof von Selonien. Der Fürstbischof weihte den Hochaltar, Konrad den linken, Adolf den rechten und Bernhard die übrigen Altäre.
48 Äbte, davon zwölf im Bischofsrang, lebten und arbeiteten in Marienfeld.

### Geistige Blüte

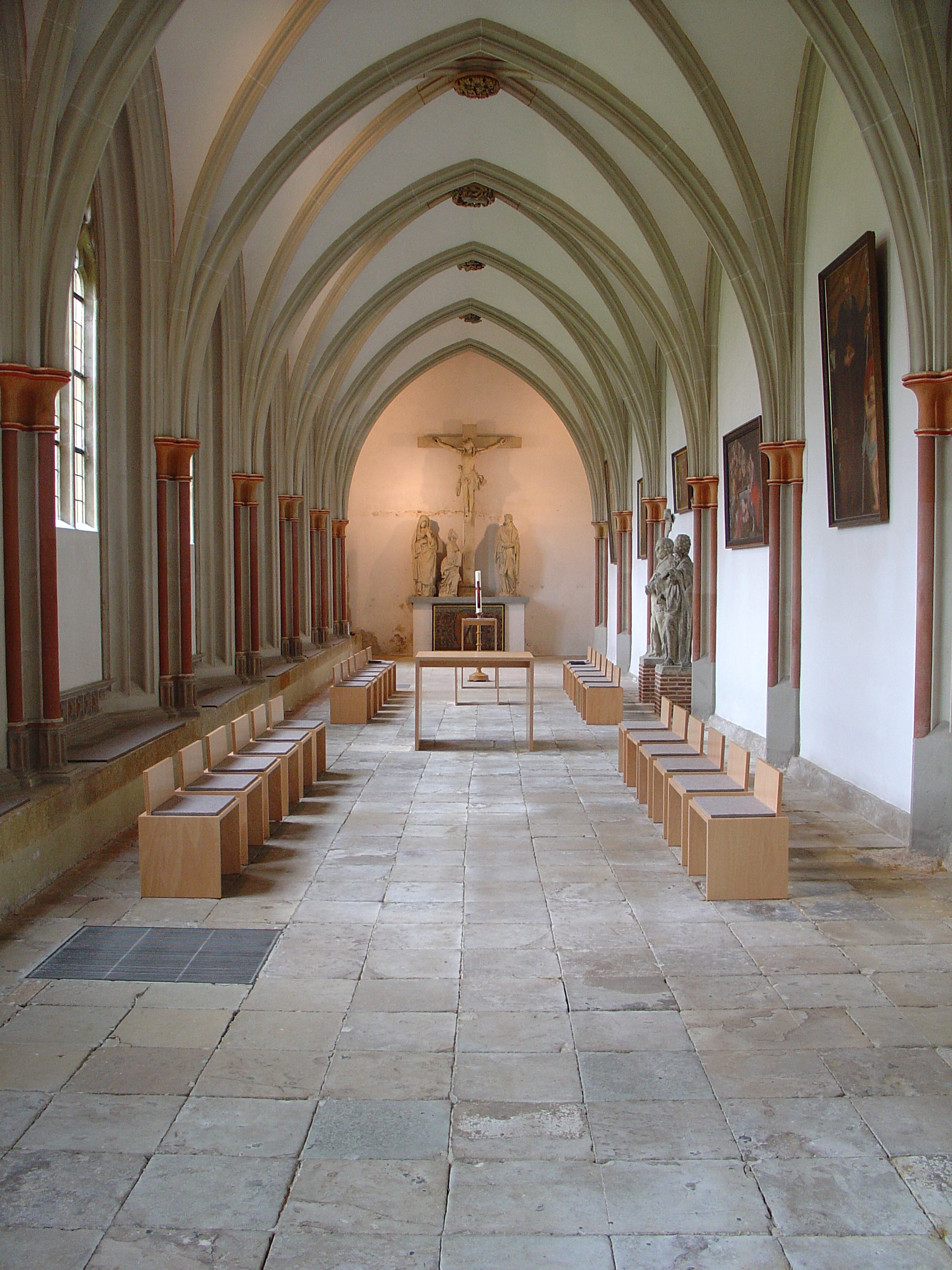
Verbliebener Teil des Kreuzgangs im Kloster

Vom 12. bis 15. Jahrhundert erreichte das Kloster den Höhepunkt seiner geistigen Blüte, insbesondere, weil ein Mönch des Klosters, Hermann Zoestius, am Konzil von Basel teilnahm, um seine Ideen zur Kalenderreform vorzustellen.

### Paternität
Die folgenden Zisterzienserinnenklöster waren dem Marienfelder Abt unterstellt:
- St. Aegidii in Münster (bis 1468)
- Kloster Marienborn in Coesfeld (bis ins 16. Jahrhundert)
- Kloster Marienbrink in Coesfeld
- Kloster Vinnenberg (bis 1468)
- Kloster Rengering
- Kloster Gravenhorst
- Kloster Bersenbrück (ab 1443 oder 1465)

Zeitweise waren auch diese Klöster seit dem 15. oder 16. Jahrhundert dem Marienfelder Abt unterstellt:
- Kloster Benninghausen
- Stift Fröndenberg
- Kloster Holthausen
- Kloster Kentrop
- Kloster Mariengarten
- Kloster Rulle
- Kloster Wormeln[3]

### Pfarrseelsorge

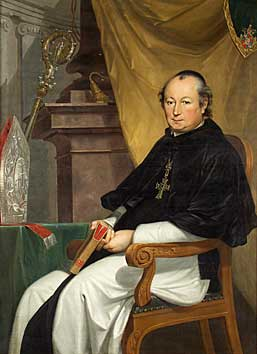
Petrus von Hatzfeld, der letzte Abt von Marienfeld

Dem Kloster Marienfeld wurde bei der Gründung 1185 die Pfarrseelsorge der Pfarreien in Harsewinkel, Greffen, Isselhorst und Stapelage übertragen. Zunächst übte der Konvent die Seelsorge nicht selbst aus, sondern berief Weltgeistliche für die Dechant- und Kaplanstelle in Harsewinkel und die weiteren Pfarrerstellen.
Erst durch eine Bulle von Papst Leo X., die am 2. Juli 1515 in Rom ausgestellt wurde, ist die Harsewinkler Kirche rechtlich in das Kloster inkorporiert worden (Bereits zur Gründung schenkten Widukind von Rheda und Fürstbischof Hermann II. die Kirche in Harsewinkel dem Kloster). In einem feierlichen Akt am Sonntag, dem 23. September 1515 bevollmächtigten Abt, Prior, Senior und Spitalmeister des Klosters den Marienfelder Kellner Heinrich zum Wyle, sowie die Pfarrer Johann Saelwyde (Greffen) und Ludolf Steynbicker (Harsewinkel), von der Harsewinkler Pfarrei Besitz zu ergreifen. Danach wurden die Dechant-, Kaplan- und Pfarrerstellen in Harsewinkel bis zur Auflösung des Klosters mit Mönchen aus Marienfeld besetzt.

### Aufhebung

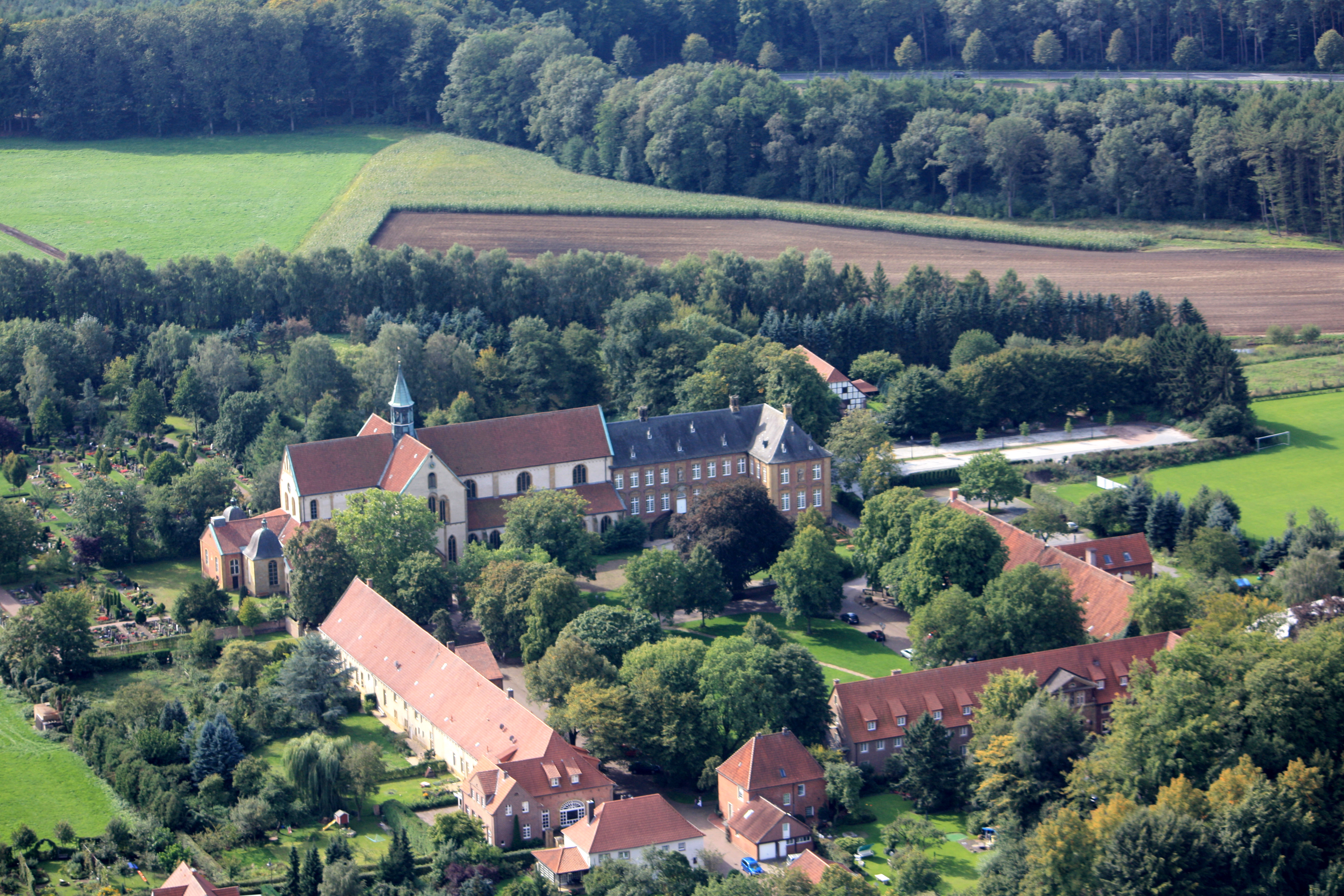
Luftbild der Klosteranlage im Jahr 2010

Am 23. Februar 1803 hob der Reichsdeputationshauptschluss von Regensburg in Deutschland alle geistlichen Fürstentümer auf und verweltlichte deren Besitz. Auch die Marienfelder Zisterzienser wurden am 21. März 1803 von der Aufhebung ihres Klosters unterrichtet. Am 29. März 1803 wurde das Kloster nach 618 Jahren aufgehoben.
Am Tage der Aufhebung hatte das Kloster Grundbesitz von etwa 600 Morgen. Zusätzlich verfügte das Kloster über 400 abhängige Besitzungen und ein Barvermögen von 100.000 Reichstalern. Die jährlichen Einnahmen, die das Kloster zuletzt erzielte, betrugen etwa 20.000 bis 40.000 Reichstaler. Der letzte Abt Petrus von Hatzfeld erhielt 5.000 Florin. Die übrigen 27 Mönche erhielten je 600 Florin. An weiteren Gütern gab es die Klosterbibliothek mit 7.000 Bänden, 320 Gemälde, zahlreiche Kupferstiche sowie Kirchengeräte und liturgische Gewänder.
Durch königliche Kabinettsorder vom 6. Juli 1804 wurde aus den Bauerschaften Remse und Oester, die von Harsewinkel abgetrennt wurden, die selbstständige Pfarrgemeinde Marienfeld gebildet und die bisherige Klosterkirche zur Pfarrkirche erhoben. In der Stiftungsurkunde verpflichtete sich der Fiskus, die Pfarrkirche, das Pfarrhaus sowie Wohnungen für Pfarrer und Küster bereitzuhalten.

### Wiederbelebung
Pfingsten 2004 kehrte nach 200-jähriger Unterbrechung mönchisches Leben nach Marienfeld zurück. Zwei Ordensleute zogen in die ehemaligen Wirtschaftsgebäude im Klosterhof und lebten nach den Regeln des heiligen Benedikt. Der letzte Benediktiner verließ im Jahr 2021 die in Gründung befindliche Klostergemeinschaft. Mönchisches Leben findet bis auf Weiteres in Marienfeld nicht statt.

## Gebäude

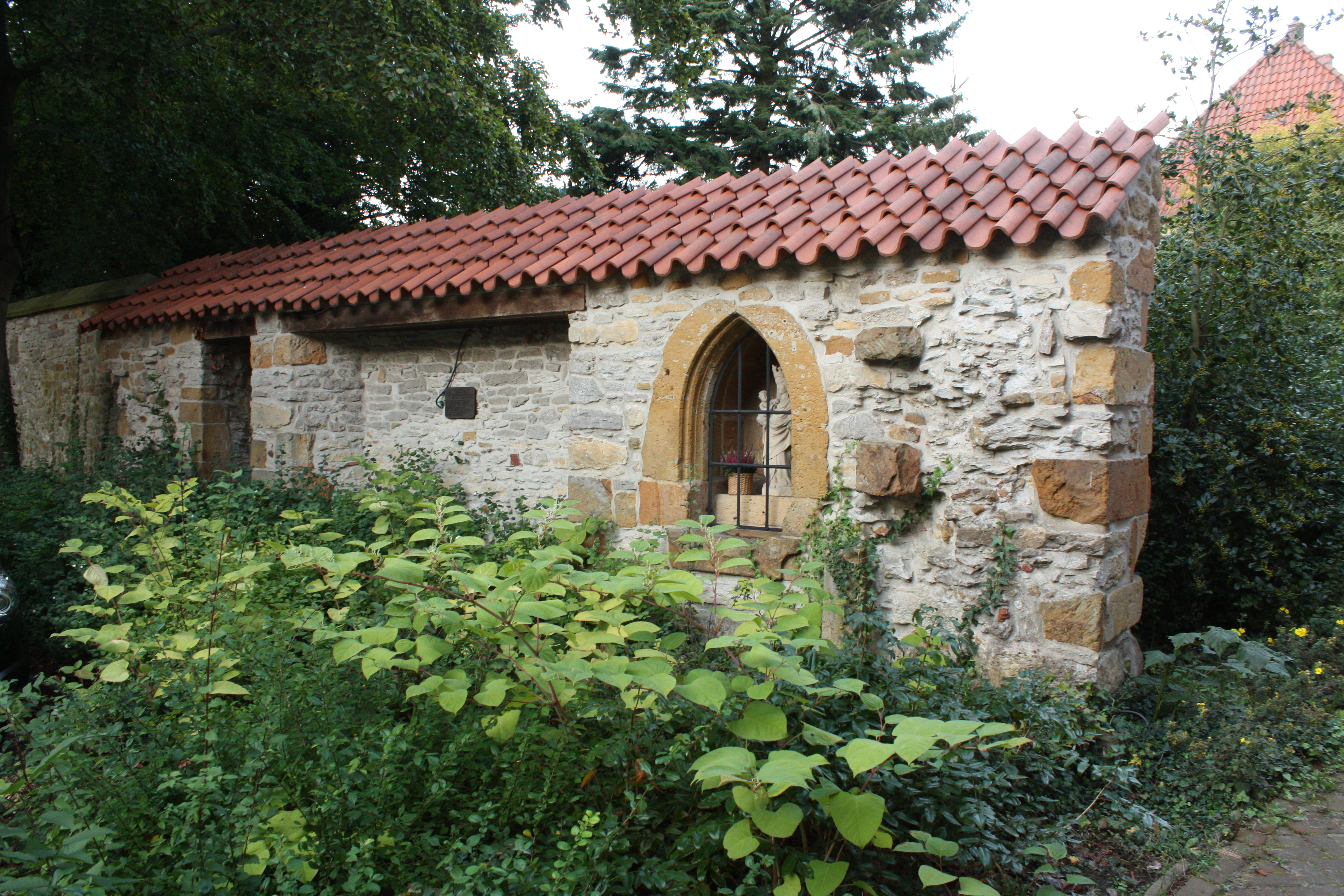
Rückwand der Wadenhartkapelle am Kloster Marienfeld

Nach der Säkularisation sind die Klostergebäude, bis auf die Kirche und ein Teil der Wirtschaftsgebäude, in Privatbesitz übergegangen. Der größte Teil der ehemaligen Gebäude wurde abgebrochen. Besitzer der Kirche war damals der Staat Preußen. Heute ist die Kirche und ein Teil der ehemaligen Wirtschaftsgebäude Besitz des Landes Nordrhein-Westfalen.

### Wadenhartkapelle
Vor der Klosterpforte stand die Wadenhartkapelle, die vor der Klostergründung als Gottesdienstraum für die umliegenden Bauernhöfe diente. Betreut wurde die Gemeinde vom Kloster Liesborn. Mit der Stiftung des Klosters bekamen die Mönche die Kapelle zugeteilt und die Gemeinde wurde nach Harsewinkel verwiesen. Nach der Auflösung des Klosters diente die Kapelle wohl als Kirchspielkapelle. Im 19. Jahrhundert erfolgte der Abbruch und an der Stelle entstand ein neuer Zweckraum. In den 1960er Jahren wurde auch dieser niedergelegt und dabei kam die alte Ostwand der Kapelle wieder zu Tage.

### Klosterkirche

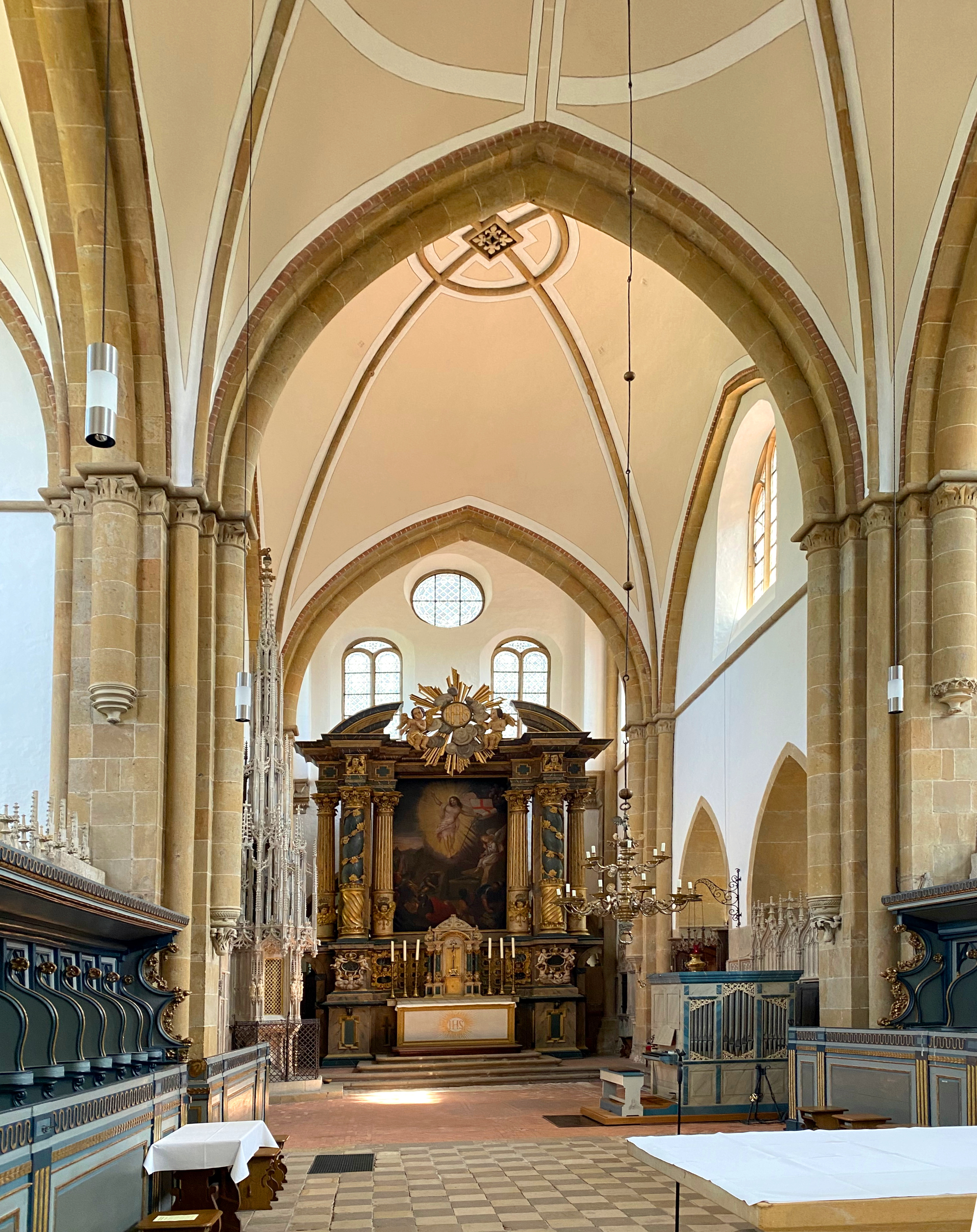
Chor aus der Vierung

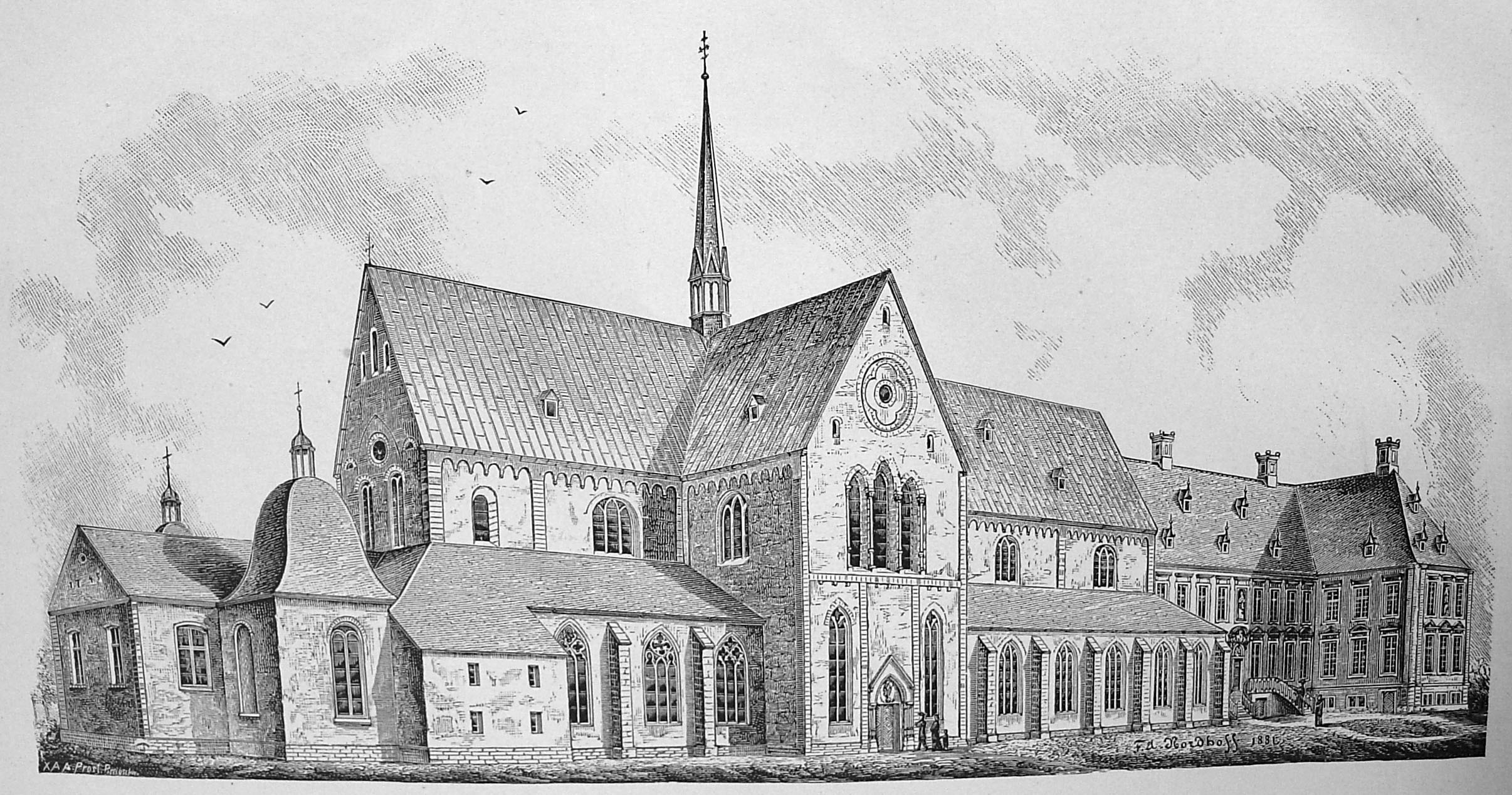
Zeichnung von Kirche und Abtei vor dem Brand des Dachstuhls 1913

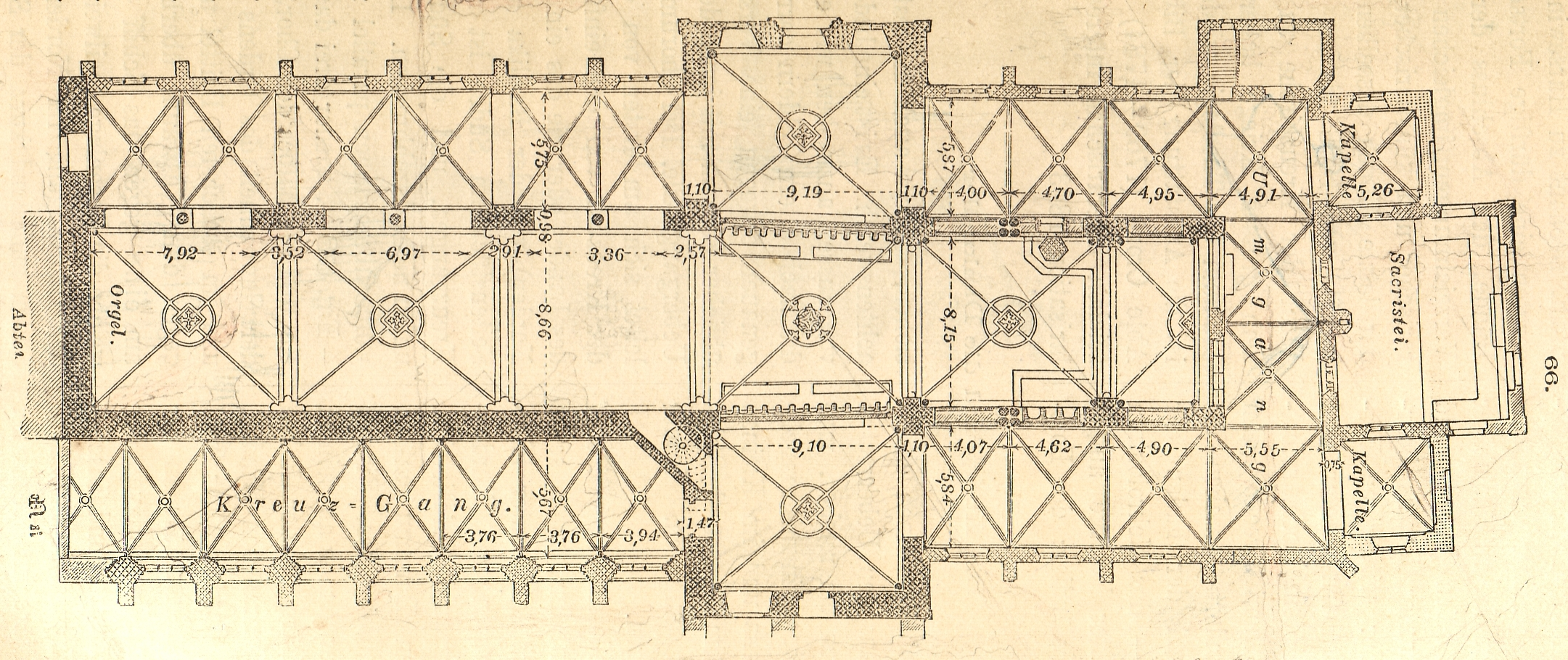
Grundriss der Klosterkirche 1886

Die Klosterkirche in Marienfeld ist ein kreuzförmiger romanischer Bau, der von 1185 bis 1222 errichtet wurde. Die Kirche wurde als Erste in Westfalen aus Ziegelsteinen gebaut. Und sie ist zusammen mit der Großen Marienkirche in Lippstadt eine der ersten beiden Kirchen in Westfalen, die nach dem Vorbild der angevinischen Gotik Westfrankreichs mit kuppigen Kreuzrippengewölben gedeckt wurden. Dabei haben in Marienfeld alle Joche bis auf eines vier Rippen, in Lippstadt nur die Vierung Rippen.
In der Klosterkirche lassen Unterschiede im Backsteinformat und im Mauerverband der Gewölbe erkennen, dass Chor und Querhaus einerseits und das Langhaus andererseits in zwei deutlich voneinander getrennten Bauphasen errichtet wurden. Die Vierungspfeiler sind kreuzförmige Pfeiler mit vorgelegten Halbsäulen und eingestellten Runddiensten, die später Vorbild für andere Kirchen waren und Marienfelder Pfeiler genannt werden. Die Kirche hat nur ein Seitenschiff, das sich auf der Nordseite befindet, während auf der Südseite der Kreuzgang liegt. Wie in Kirchen der Benediktiner und der Zisterzienser üblich, ist der Mönchschor mit Chorgestühl ausgestattet und durch Chorschranken vom Bereich der Laienbrüder und der sonstigen Laien getrennt, wo es Mittelalter noch kein Gestühl gab.

### Ausstattung der Klosterkirche
Zur barocken Ausstattung zählen zwei Beichtstühle, zwei Seitenaltäre, die Kanzel und der Hochaltar.

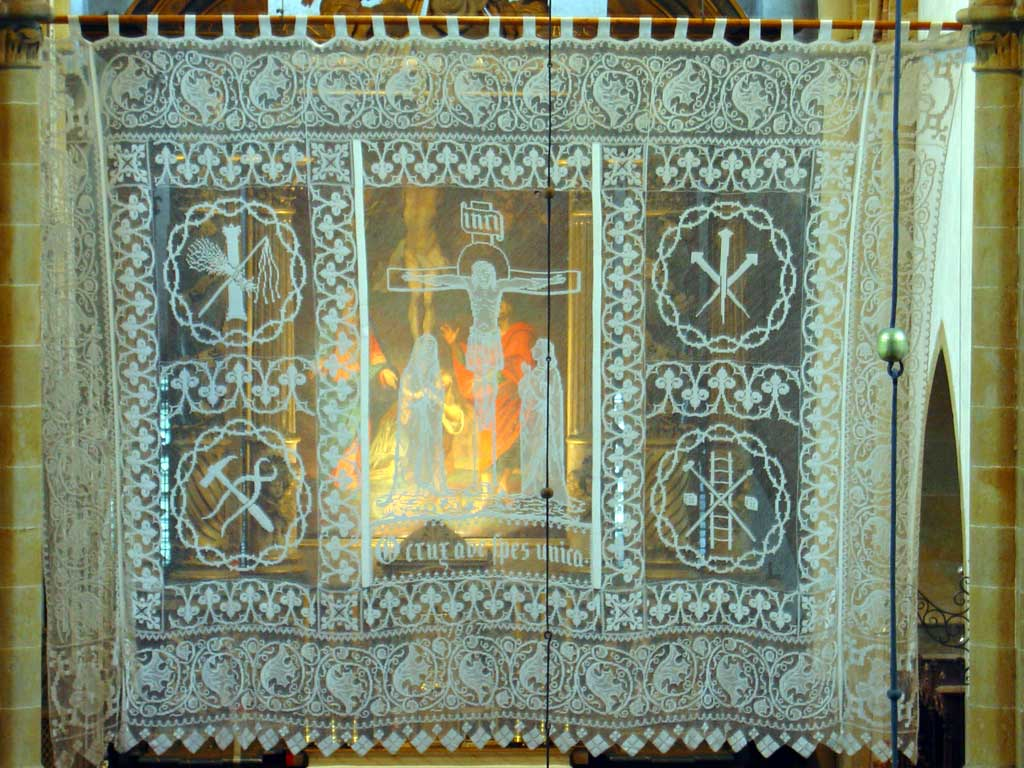
Hungertuch zur Fastenzeit in der Marienfelder Klosterkirche

Während der Fastenzeit wird der Hochaltar mit einem Hungertuch verhüllt. Das 3 Meter hohe und 6,80 Meter breite Tuch ist aus Filetstopferei und Leinenstreifen. Dargestellt ist die Kreuzigungsszene mit Maria und Johannes. In den vier umgebenden Feldern finden sich die Leidenswerkzeuge. Umrahmt ist das Tuch von einem breiten Fries mit Blattkrankenmuster. Die eingestickte Jahreszahl 1867 deutet auf eine Ausbesserung. Experten sind der Ansicht, dass es aus der zweiten Hälfte des 18. Jahrhunderts stammt, also aus der aktiven Zeit des Zisterzienserklosters.

#### Altäre

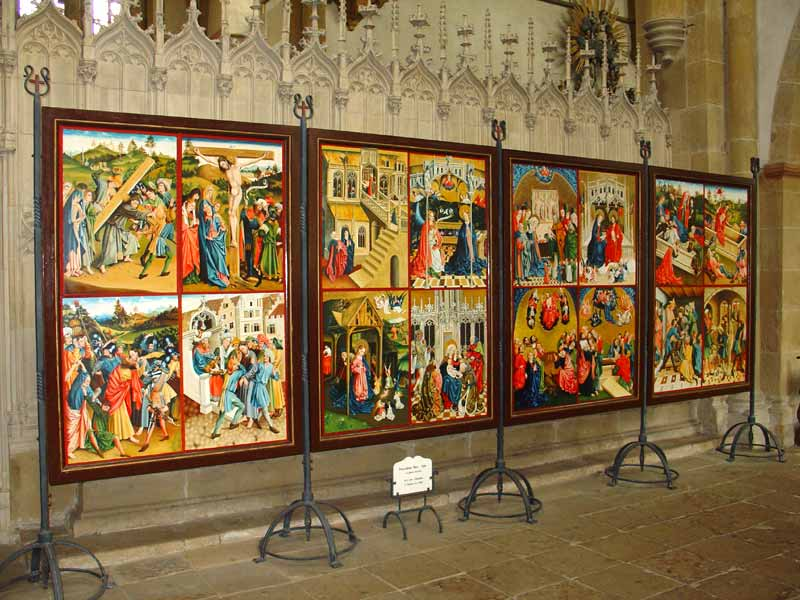
Kopie des Marienfelder Altars

Der historisch bedeutendste Altar der Kirche war der Marienfelder Altar, ein Flügelaltar mit sechzehn Gemäldetafeln von Johann Koerbecke. Er entstand zwischen 1443 und 1457 und wurde am 6. Februar 1457 im Chorraum der Kirche aufgestellt. Die Weihe erfolgte am 25. Juni 1458 durch den Münsteraner Weihbischof Johannes Wennecker. Fürstbischof Ferdinand von Fürstenberg riet dem Marienfelder Abt Johannes Stades (1661–1681) den gotischen Flügelaltar durch einen zeitgemäßeren barocken zu ersetzen. Im Chorumgang befindet sich heute eine Kopie des Marienfelder Altars von Johann Koerbecke. Die Originale der noch 15 erhaltenen Tafeln hängen in Museen von Chicago bis Moskau.
1681 wurde der barocke Hochaltar angefertigt, der noch heute in der Kirche zu sehen ist. Der Entwurf stammte von Johann Georg Rudolphi, dem Hofmaler dies Bischofs von Fürstenberg. Die Ausführung des Altars wurde dem Marienfelder Laienbruder Johan Bröckelmann aus Beckum aufgetragen. Dieser hielt sich jedoch nicht an die Maße und fertigte das Stück „entweder aus Ungeschicklichkeit oder aus übergroßer Klugheit“, wie der Chronist des Klosters anmerkte, noch massiger als vorgesehen. Der Aufbau erfolgte auf der Altarmensa des gotischen Altares und nimmt die gesamte Ostwand des Chores ein. In der Predella ruhen vierzig Schädel- und weitere Reliquien der Heiligen Ursula und ihrer Gefährtinnen, welche mit Stickereien und kostbaren Stoffen verziert sind. Sie befanden sich schon im Marienfelder Altar von 1457. Von zwei Säulengruppen werden vier auswechselbare Ölgemälde des Malers F. Barckey umrahmt. Die Bilder zeigen die Geburt Christi, die Kreuzigung, die Auferstehung Jesu Christi sowie die Himmelfahrt Mariens. Darüber befindet sich das Christusmonogramm IHS mit Strahlenkranz in den Wolken, begleitet von zwei Engeln. Alten Aufzeichnungen ist zu entnehmen, dass die Bekrönung erst im 20. Jahrhundert angefügt wurde. Ursprünglich standen darüber Petrus und Paulus sowie eine Darstellung der Gottesmutter Maria. Zu Beginn des 20. Jahrhunderts waren diese Figuren bereits abgetragen und eine große Muschel mit einem Kreuz thronten auf dem Altar.

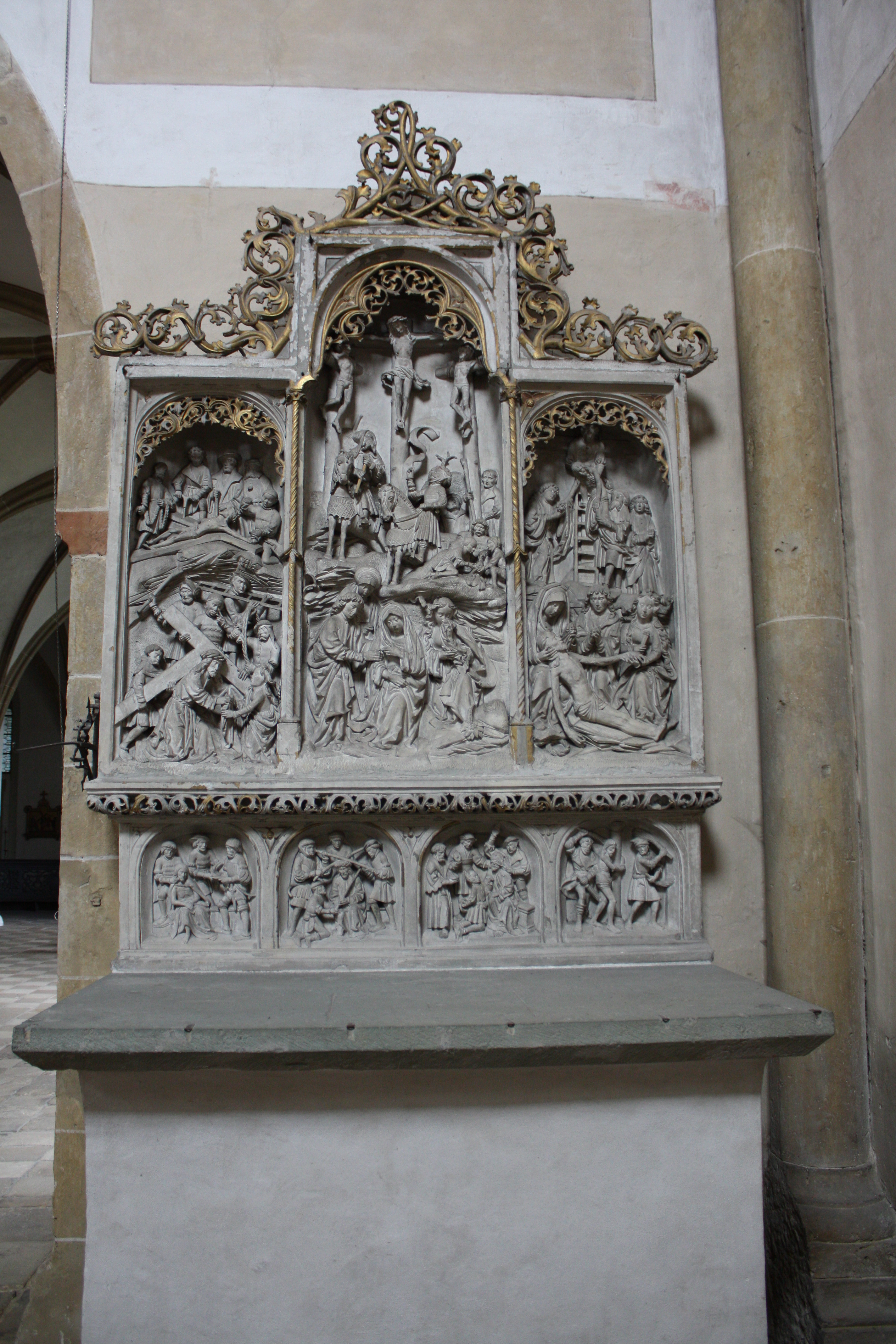
Passionsaltar des Künstlers Evert van Roden

Vom ehemaligen Lettner der Kirche haben sich die beiden Seitenaltäre aus Kalkstein erhalten. Der so genannte Antoniusaltar befindet sich heute im Landesmuseum in Münster. Der Passionsaltar zeigt in vier Hochreliefs Szenen aus der Passion Christi: Bekleidung des Herrn mit dem Mantel, die Dornenkrönung, die Verspottung und die Geißelung. Als Künstler wird Evert van Roden genannt, der die Altäre in den Jahren 1520 bis 1530 erschaffen haben soll. Heute steht er im südlichen Querhaus der Kirche.

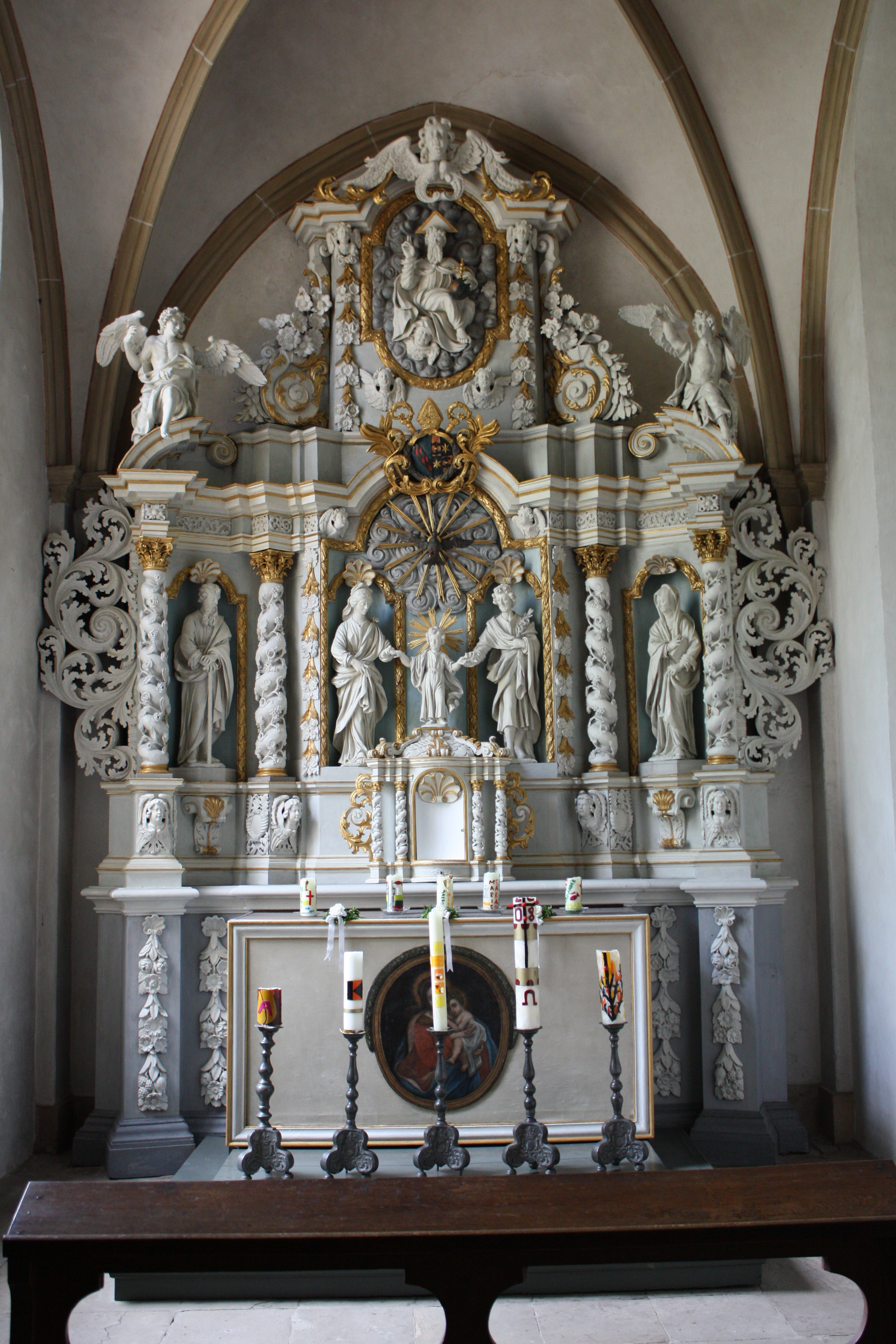
Altar der Heiligen Familie

In den Seitenkapellen des Chorumganges stehen der Altar der Heiligen Familie und der Ordensaltar, die sich in Aufbau und Ausmaßen gegenseitig entsprechen. Sie sind zweigeschossig im Stil des Barock geschaffen. Der erstere zeigt den Heiligen Wandel: oben Gottvater, darunter die Heilige Familie über denen der Heilige Geist in Form einer Taube schwebt. Links neben der Familie sieht man den Heiligen Joachim, rechts die Heilige Anna.
Der Mittelbau des Ordensaltares zeigt den Heiligen Robert mit Abtsstab und Kirchenmodell sowie den Heiligen Bernhard mit Abtsstab und den Leidenswerkzeugen. Links daneben steht der Heilige Malachias, rechts Abt Stephanus, Mitbegründer der Zisterzienser, mit Abtsstab und Buch. Oben überreicht die Gottesmutter Maria das weiße Ordensgewand an Alberich von Cîteaux.

#### Kanzel

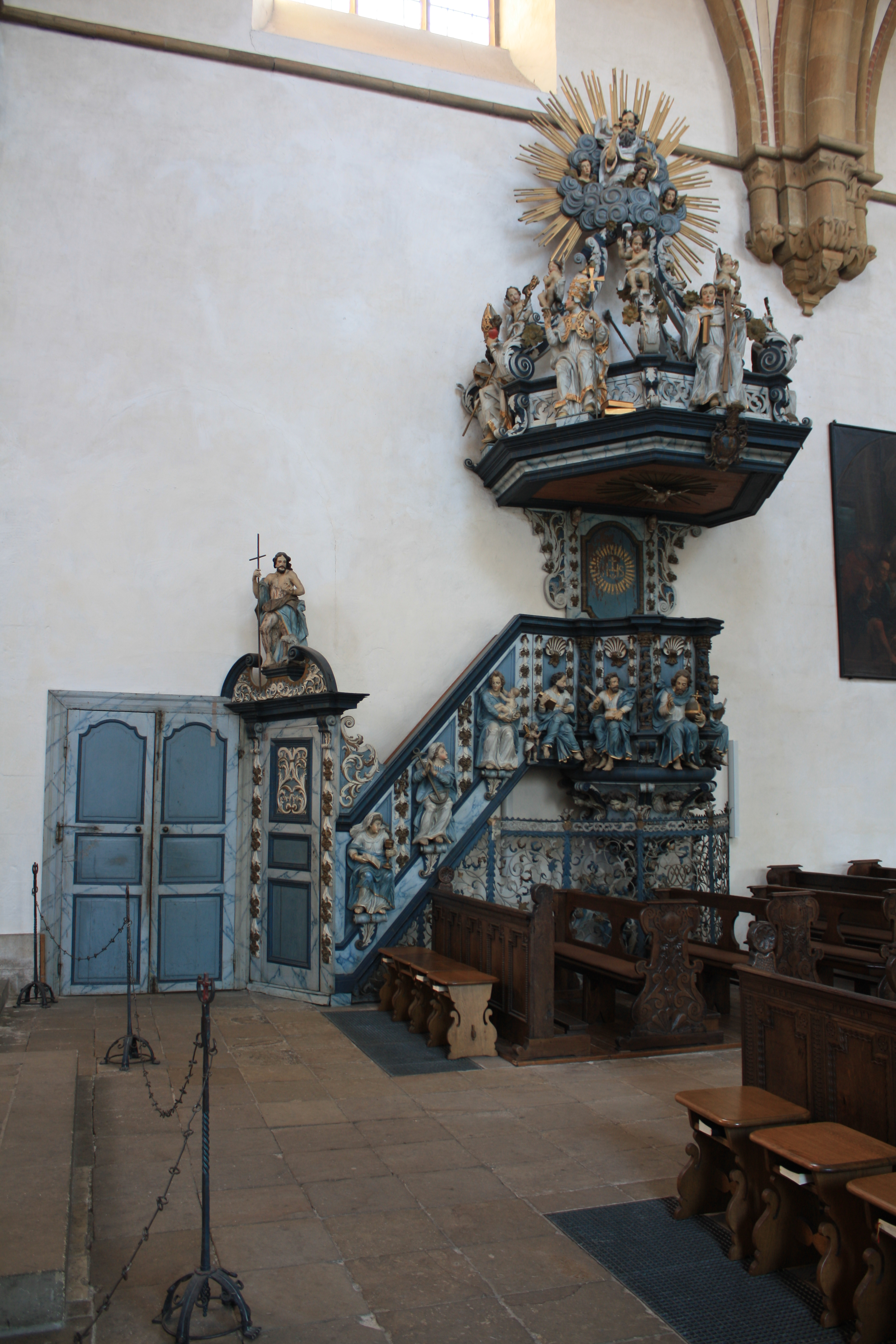
Barocke Kanzel

Die Kanzel an der Südseite des Hauptschiffes entstand im Barock. Die Kanzel wird von einem Engel getragen, der von einem schmiedeeisernen Gitter mit Rankenwerk umgeben ist. Das Gitter trägt das Monogramm „F O A“, was Ferdinandus Oesterhoff abbas bedeutet. Über dem Portal zum Treppenaufgang findet sich eine Figur des Predigers Johannes der Täufer. Entlang der Treppe sitzen drei Frauengestalten, die die Symbole für Glaube (Kelch), Hoffnung (Anker) und Liebe (Kind) tragen. Um die Kanzelbrüstung gruppieren sich die vier Evangelisten mit ihren Symbolen, Matthäus mit dem geflügelten Menschen, Markus mit dem Löwen, Lukas mit dem Stier und Johannes mit dem Adler. Dazwischen sitzt in etwas größerer Darstellung Jesus Christus mit der Weltkugel. Unter dem Schalldeckel symbolisiert eine Taube den Heiligen Geist. Zur Vollendung der Dreifaltigkeit thront über dem Schalldeckel auf einer Volutenkrone Gottvater in einer Wolke, begleitet von drei Engeln. Zwischen den Voluten sitzen die abendländischen Kirchenlehrer Augustinus mit dem Bischofsstab und dem flammenden Herzen, Papst Gregor der Große mit Tiara und Kreuz, Abt Bernhard mit der Regel und den Passionswerkzeugen, Ambrosius mit dem Bienenkorb und Hieronymus mit Löwe und mit der linken Hand einen Totenkopf umfassend.

#### Weitere Bildwerke
In der ehemaligen Klosterkirche befinden sich eine Kreuzigungsgruppe aus den späten 30er Jahren des 16. Jahrhunderts sowie eine Mondsichelmadonna aus der Zeit um 1545/50 des Bildhauers Johann Brabender aus Münster.
Im nördlichen Seitenschiff befinden sich die zwölf Apostel des ehemaligen Lettners der Abteikirche. An der Westwand dieses Seitenschiffes ist auch die hölzerne Madonna aus dem Marienfelder Altar aufgestellt worden.

#### Heute an anderen Orten
Die Figuren der Heiligen Anna, Dorothea und Elisabeth (um 1540/50), die Brabender und seine Werkstatt für das Kloster schufen, gelangten in Privatbesitz.
Seit 1820 befinden sich vier Kirchenfenster aus dem Kreuzgang der Marienfelder Kirche im Dom zu Münster. Diese Fenster stammen aus der Zeit um 1550. Die Entwürfe zu diesen Glasfenstern werden dem münsterschen Maler Hermann tom Ring (1521–1597) zugeschrieben. Als Glasbrenner wird der Maler und Glasmacher Johan zu Coesfeld genannt.

#### Orgel

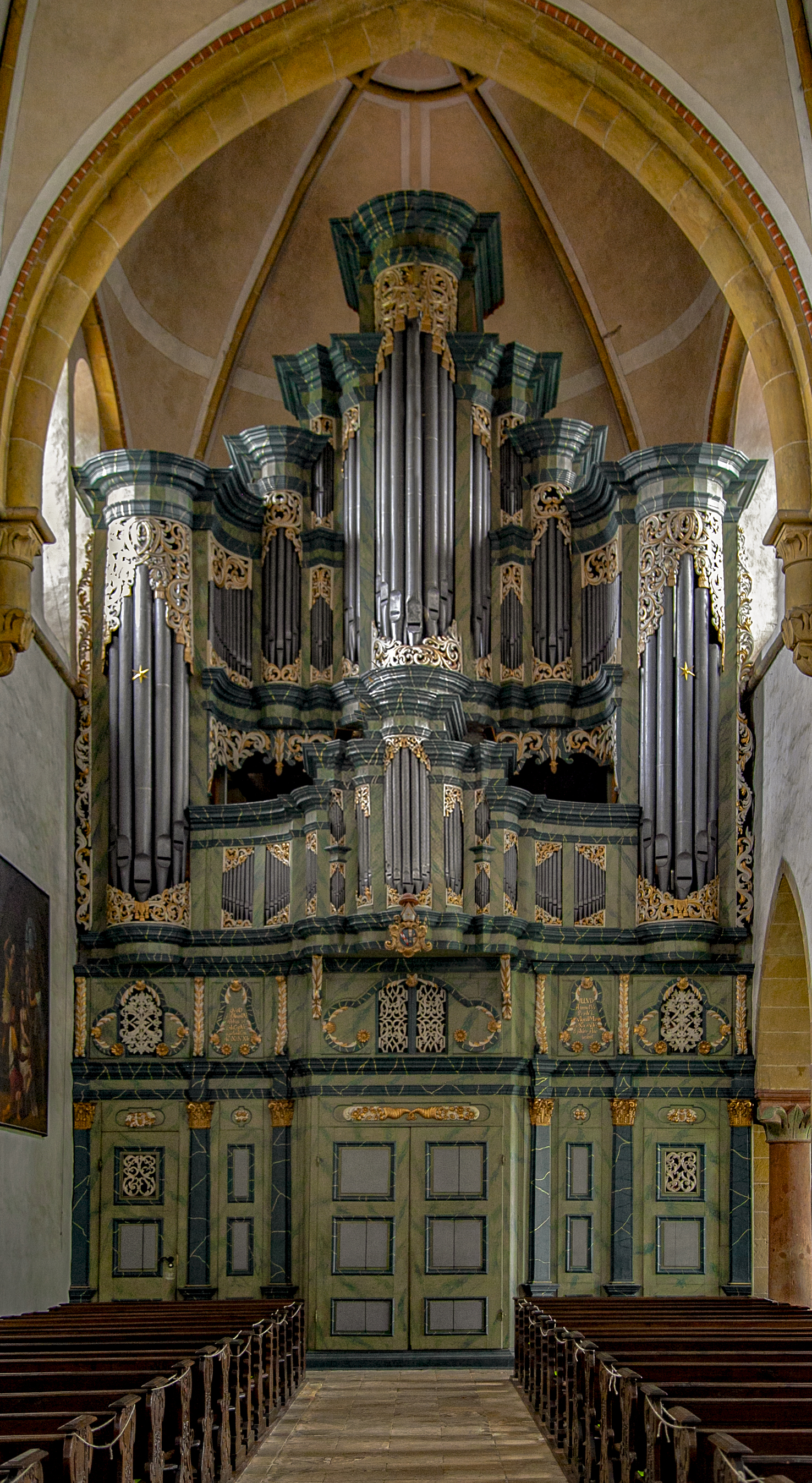
Die Möller-Orgel von 1751 in der Klosterkirche

Die Orgel der Klosterkirche wurde 1746 bis 1751 durch den Lippstädter Johann Patroclus Möller errichtet. Aus der Vorgängerorgel wurde ein großer Teil der Pfeifen übernommen und die neue Orgel erhielt 30 Register, die sich auf Hauptwerk, Rückpositiv und Pedal verteilen. Man vermutet, dass ein Brustwerk als 3. Manual geplant war.
Bereits 1795 wurden mindestens fünf Register durch Franz-Joseph Epmann, Recklinghausen, ersetzt. 1826 folgte der Austausch der Manualklaviaturen durch Peter Austermann, Warendorf. 1844 erfolgte ein umfangreicher Umbau durch Franz-Heinrich Pohlmann aus Warendorf, bei welchem eine neue Traktur und Manualkoppel eingebaut wurde. 1884 erhielt die Orgel durch Rudolf Randebrock, Paderborn, neue Windladen und eine neue Keilbalganlage. Ebenfalls wurden alte Register durch romantische Stimmen ersetzt. Der nächste Umbau erfolgte 1927 durch Ludwig Fleiter aus Münster, der in die Orgel eine pneumatische Traktur einbrachte und neue Windladen einsetzte. Er erweiterte die Orgel auf 34 Register. 1924 war der Verlust von etwa 50 % der vorhandenen Pfeifen zu beklagen.
Nach dem Zweiten Weltkrieg begann man, eine umfassende Restaurierung der Orgel zu planen. Ab 1956 wurden diese Planungen konkreter und es wurde mit Vorarbeiten begonnen. Im Dezember 1959 wurde nach einem Gutachten des Staatskonservators Bader in die Kirche eine Warmluftheizung eingebaut, um Gebäude und Orgel gegen Feuchtigkeit und Verfall zu schützen. Im Frühjahr 1960 wurde der Auftrag zur Restaurierung an die Orgelbaufirma Franz Breil in Dorsten vergeben. Nach vorheriger Planung und Forschung durch Rudolf Reuter wurden Schleifladen und eine mechanische Spiel- und Registertraktur eingebaut. Die von Randebrock und Fleiter eingebrachten Register wurden entfernt und durch neue nach barockem Vorbild ersetzt. Insgesamt kam die Orgel nun auf 41 Register. Im Zuge dieser Restaurierung wurden auch die drei Zimbelsterne reaktiviert, deren technische Einrichtung noch vorhanden war. Die Restauratoren fertigten Goldsterne und Glocken neu an.
Die letzte umfassende Restaurierung der Orgel erfolgte 1996 bis 1999 im Stil von 1750 durch die Firma Kreienbrink, Osnabrück. So wurde die Keilbalganlage neu gebaut und eine hängende Spieltraktur eingesetzt. Auf Grund des gemischten Pfeifenbestands wurde von einer Rekonstruktion auf den ursprünglichen Entwurf Möllers Abstand genommen.
Heute umfasst die Orgel 41 Register auf drei Manualen und Pedal. Darunter befinden sich einzelne gotische Pfeifen, einige Pfeifen aus dem 17. Jahrhundert, das 1795 ergänzte Register von Epmann, die Pfeifen von Randebrock 1884 und Breil 1962 sowie die ergänzten Register der Firma Kreienbrink.
| I Rückpositiv C-f3 |       |
| Principal          | 8′    |
| Gedackt            | 8′    |
| Flauto traverso    | 8′    |
| Octav              | 4′    |
| Rohrflöte          | 4′    |
| Nasard             | 2 ⁄3′ |
| Octav              | 2′    |
| Waldflöte          | 2′    |
| Sesquialtera II    | 2 ⁄3′ |
| Mixtur IV          |       |
| Fagott             | 16′   |
| Krummhorn          | 8′    |
| Tremulant          |       |

| II Hauptwerk C-f3 |     |
| Principal         | 16′ |
| Octav             | 8′  |
| Gedackt           | 8′  |
| Viola da Gamba    | 8′  |
| Octav             | 4′  |
| Gedacktflöte      | 4′  |
| Octav             | 2′  |
| Sesquialtera III  |     |
| Mixtur IV         |     |
| Zimbel III        |     |
| Trompete          | 8′  |
| Vox humana        | 8′  |

| III Brustwerk C-f3 |        |
| Holzgedackt        | 8′     |
| Flöte              | 4′     |
| Octav              | 2′     |
| Terz               | 1 3⁄5′ |
| Quinte             | 1 ⁄3′  |
| Octav              | 1′     |
| Zimbel III         |        |
| Schalmey           | 8′     |
| Tremulant          |        |

| Pedal C-d1 |     |
| Principal  | 16′ |
| Subbass    | 16′ |
| Octav      | 8′  |
| Octav      | 4′  |
| Nachthorn  | 2′  |
| Mixtur V   |     |
| Posaune    | 16′ |
| Trompete   | 8′  |
| Trompete   | 4′  |

- Koppeln: I/II, III/II, I/P, II/P
- Nebenregister: Zimbelstern I, Zimbelstern II, Kalkantenglocke[7]

#### Glocken
| Glocke | Gießer                  | Gussjahr | Durchmesser | Schlagton (HT-1⁄16) | Inschrift |
| ------ | ----------------------- | -------- | ----------- | ------------------- | --- |
| 1      | Petit & Gebr. Edelbrock | 1947     | 92 cm       | a′                  | ARMIS IAM POSITIS DIRIS CAMPNANA REFUSA //LAUDES PERPETUAS CANE VIRGINIS IMMACULATAE. (Glocke, aus furchtbaren, niedergelegten Waffen gegossen / singe das ewige Lob der unbefleckten Jungfrau.)              |
| 2      | Petit & Gebr. Edelbrock | 1947     | 76 cm       | c′                  | CAMPANAE SONITU SANCTUS JOSEPH CELEBRATUR // SPONSUS CUM SPONSA CASTISSIMUS ATQUE FIDELIS. (Mit dem Glockenklang wird der heilige Joseph gefeiert, // der sehr keusche und treue Bräutigam mit seiner Braut.) |
| 3      | Alexius Petit, Gescher  | 1828     | 69 cm       | d′′                 | ALEXIUS PETIT GOSS MICH IN GESCHER BEI COESFELD 1828 |

Quelle: 

### Kreuzgang
Unter Abt Ludbertus (1294–1321) wurden die Klausurgebäude um den der Kreuzgang, von dem heute nur noch der Nordflügel erhalten ist, fertiggestellt. In den Chroniken wird der Kreuzgang als „claustrum sive locu lectionis“ oder „Collatiengang“ bezeichnet. Hier wurden die abendlichen Lesungen der Mönche gehalten.

### Neuzeitliches Abteigebäude

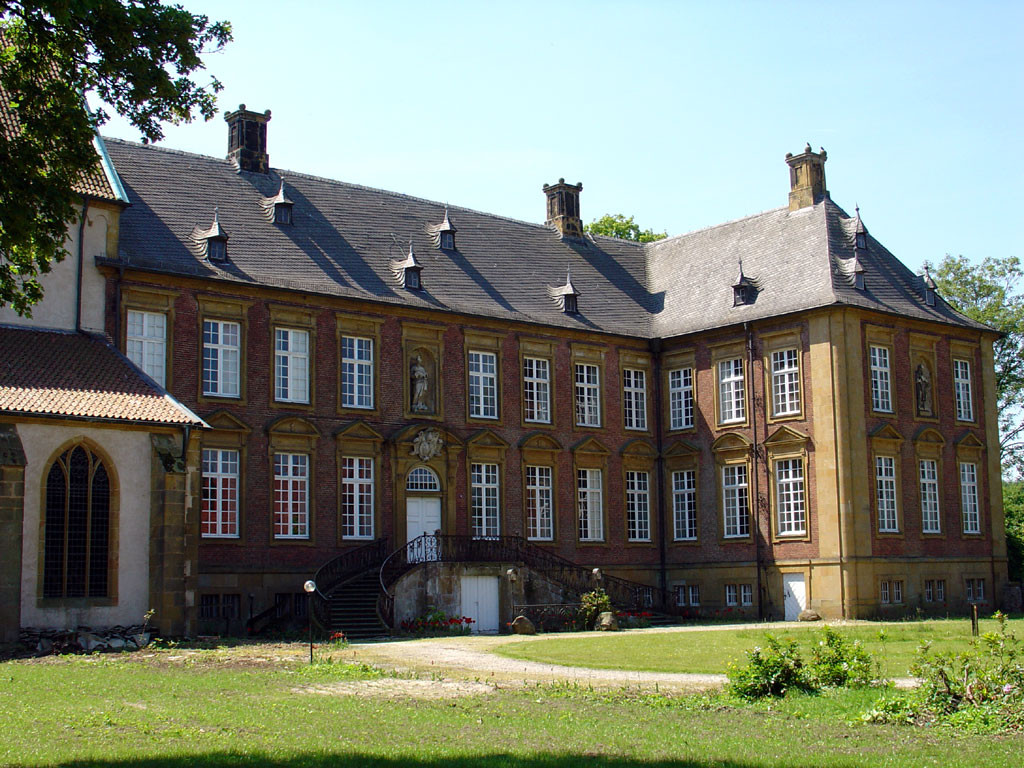
Abteigebäude des ehemaligen Klosters, erbaut von 1699 bis 1702

Von 1699 bis 1702 entstand nach Plänen von Gottfried Laurenz Pictorius das Abteigebäude. Der zweigeschossige Bau ist in Ziegelsteinmauerwerk ausgeführt und wird von gelben Sandsteinelementen gegliedert. Die Abtei befindet sich heute in Privatbesitz und wird als Tagungszentrum und Saalgaststätte genutzt.

### Verlorene Gebäude

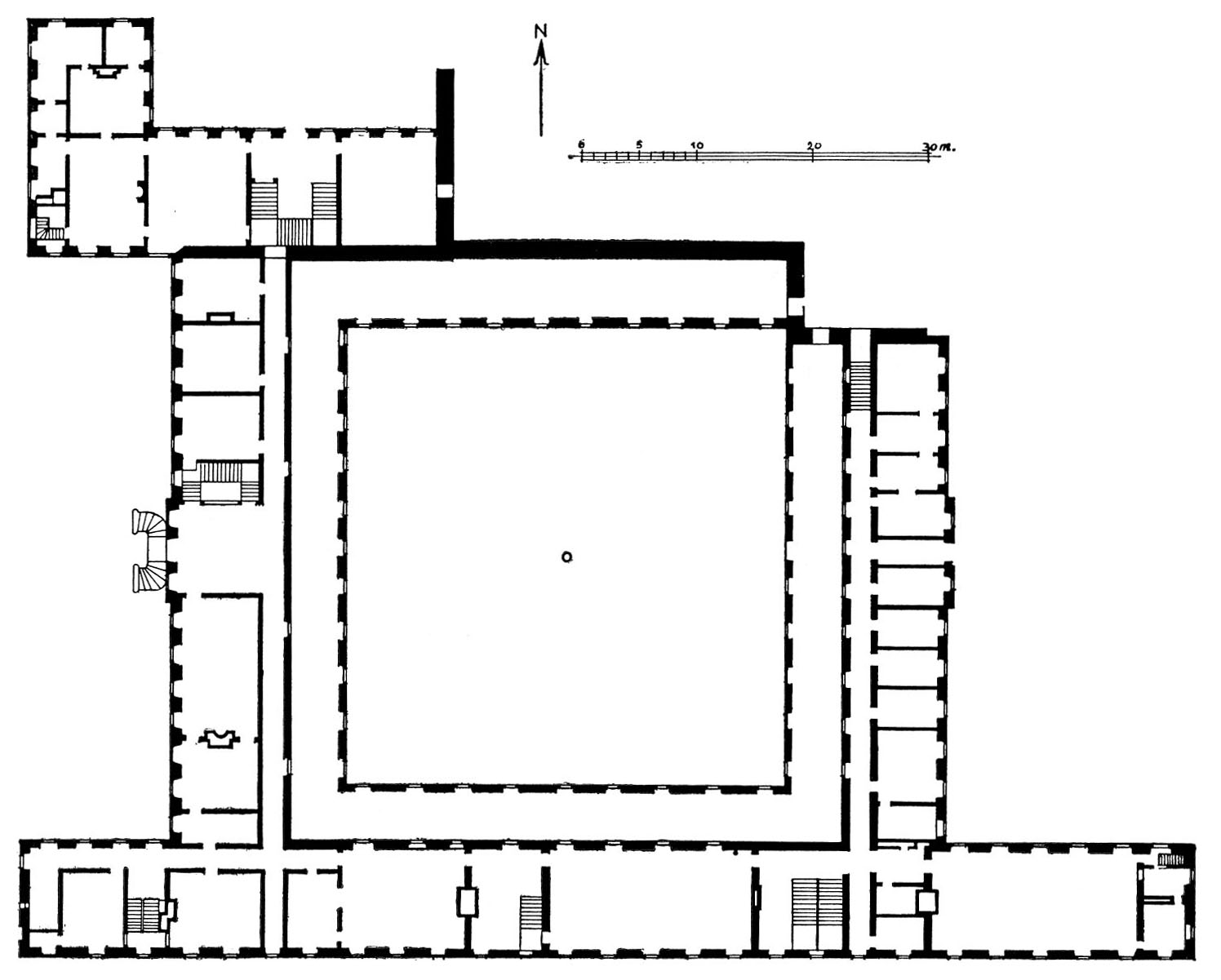
Grundriss der Klostergebäude um 1820

Rund um den ehemaligen Kreuzgang erstreckten sich die Klostergebäude; südlich der Abteikirche. Im Westflügel war die Bibliothek und das Winterrefektorium, im oberen Stock das Dormitorium der Laienbrüder untergebracht. Im Süden lag das Sommerrefektorium, der im unteren Teil Küche und Vorratsräume, im oberen Teil die Abtswohnung mit eigener Kapelle umfasst. Im Südwesten lag die Wohnung des Priors. Im Ostflügel lagen Kapitelsaal und darüber das Dormitorium der Mönche. Diese Gebäude wurden von Abt Münstermann (1498–1537) fertiggestellt.
Unter Abt Johannes Rulle wurden West und Südflügel abgerissen. Am 6. Juni 1711 wurde der Grundstein für die barocken Klostergebäude gelegt. Architekt war Lubbert Hagen, der 1707–1710 Maurermeister am Schloss Nordkirchen war. Unter den nächsten beiden Äbten konnten auch Süd- und Ostflügel der Klostergebäude neu errichtet werden. In den 1830er Jahren wurden die Klostergebäude vom Tuchkaufmann Tenge, der die Gebäude nach der Säkularisation kaufte, abgerissen.

### Wirtschaftsgebäude

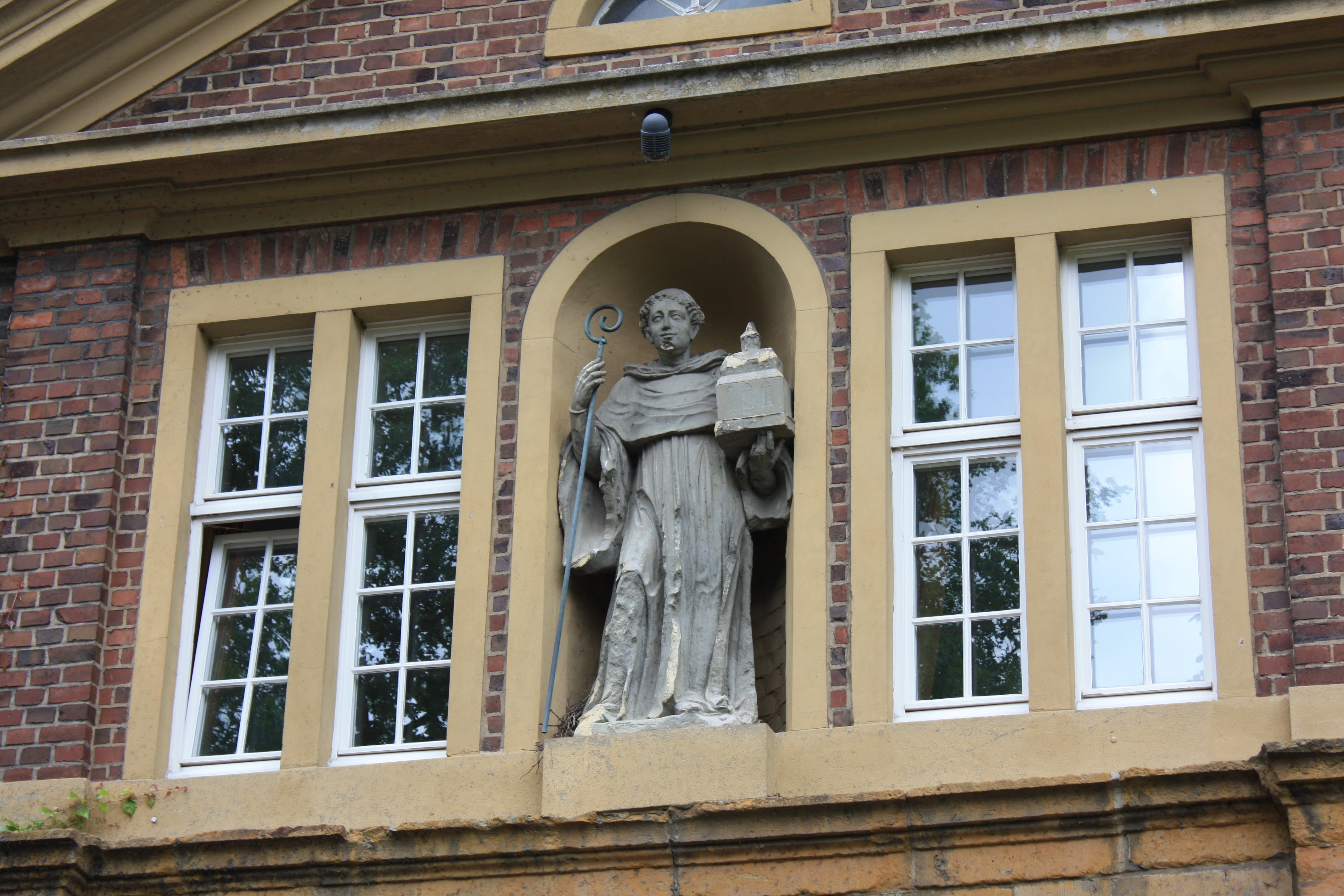
Robert von Molesme im Torhaus zum Klosterhof, Innenseite

Die Wirtschaftsgebäude liegen nördlich der Abteikirche und umzogen den Klosterhof mit drei Langbauten. Im nördlichen Bau befand sich das große Haupttor. Im Westen und Osten wurden Wirtschaftsräume untergebracht. Erbaut wurden die Gebäude aus Backstein mit Werksteinfassungen. Der Sandstein wurde in Steinhagen gebrochen. Mittig von Ost- und Westflügel liegt jeweils ein Giebelbau.
Nach der Auflösung des Klosters gingen die Gebäude im Westen und Norden in Privatbesitz über und wurden in Wohnungen umgewandelt. Der Ostflügel ging, wie die Kirche, in Besitz des preußischen Staates und beherbergte die Wohnungen für Pfarrer, Kaplan, Organist und Küster.
Am 7. Juli 1915 brannte morgens um 4 Uhr ein Teil des westlichen und der gesamte nördliche Flügel, in dem die Knabenschule untergebracht war, nieder. Den Westflügel baute man in den darauffolgenden Jahren wieder auf, das Haupttor wurde 1930 wieder hergestellt. Ende des 20. Jahrhunderts wurde auch der nördliche Flügel wieder aufgebaut und ist nun Teil eines Hotels.

## Alte Schreibweisen / Namenkunde
- Schreibweisen Wadenhart: Wadenhart, Wadenhard, Werdenhardt, Watdenhart, Waedenhart, Wadenart, Wadenhorst.
- Schreibweisen Marienfeld: Sünte Marien velde, Sunte Marien felde, Meryenvelde, Mergenfelde, Mergenvelde, Mergenfeld, Mergenfeldt, Merienvelde, Marienfelde, Mergenfeldt, oder bezeichnet als Campus Sce. Marie, Campus Sanctae Mariae, Campus Sancte Marei, Campus S. Marie virginis.
- Campus Sanctae Mariae = Feld der heiligen Maria